# Yvan Attal

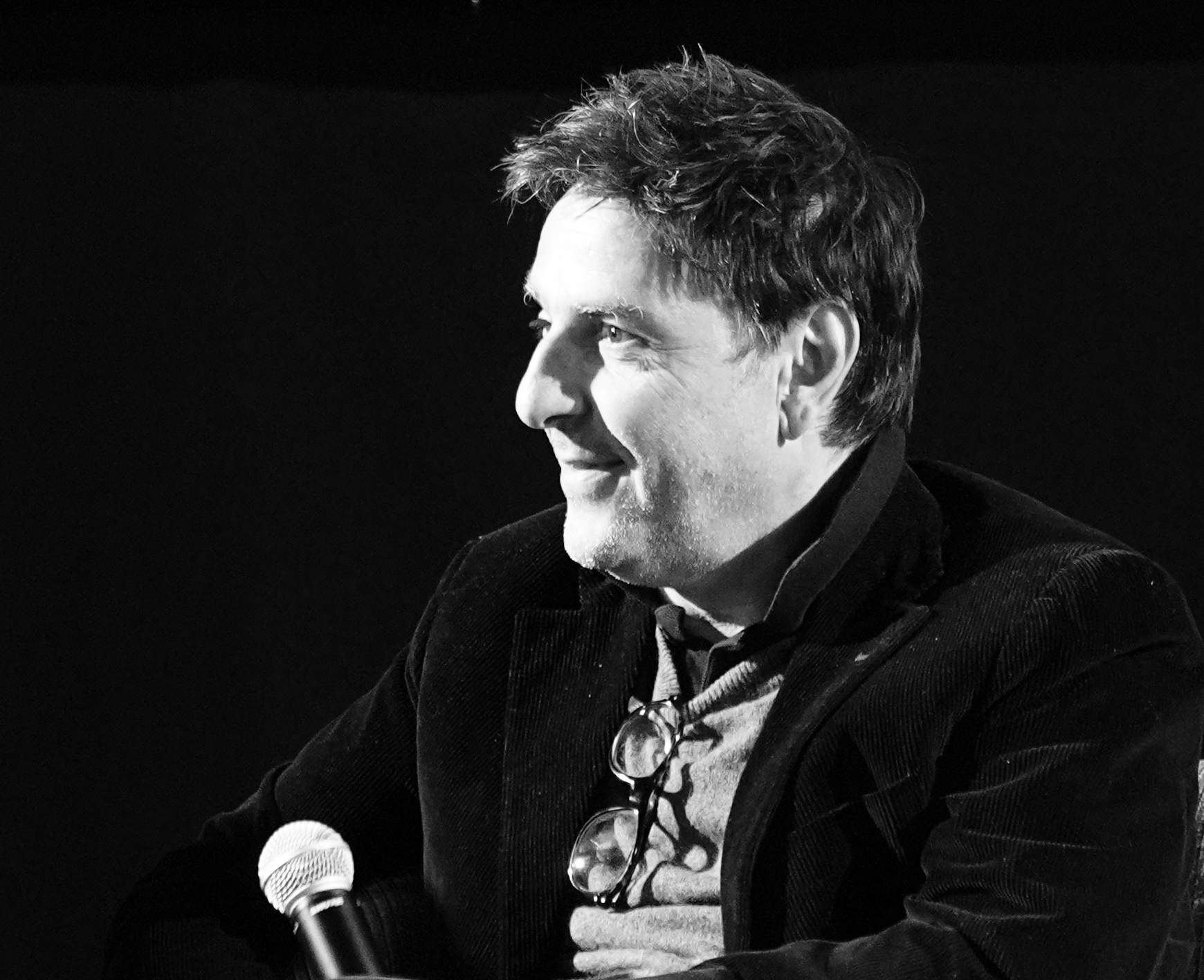
Yvan Attal bei Reims Polar (2022)

Yvan Attal (* 4. Januar 1965 in Tel Aviv) ist ein französischer Schauspieler, Drehbuchautor und Regisseur.

## Leben

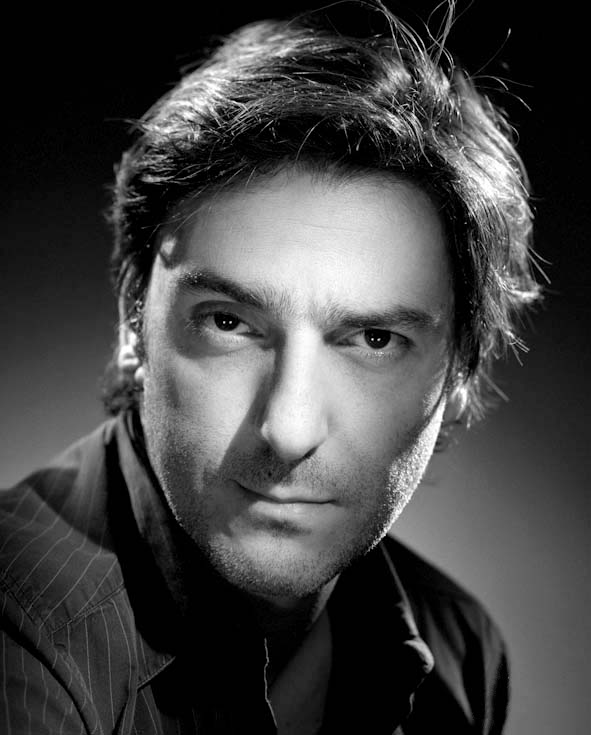
Yvan Attal, 2011

Yvan Attal wurde Anfang Januar 1965 als Sohn eines sephardischen Ehepaars, das nach dem Ende des Algerienkriegs aus Algerien nach Israel übergesiedelt war, in Tel Aviv geboren. Bereits sechs Monate später verließ die Familie Israel und zog nach Frankreich und bezog eine Wohnung in Créteil (Val-de-Marne).
Schon als Kind begeisterte er sich für das Kino, und vor allem Francis Ford Coppolas Verfilmung von Mario Puzos Roman Der Pate ließ in ihm den Wunsch wachsen, selbst in diesem Bereich zu arbeiten. 
Als Neunzehnjähriger begann er eine Schauspielausbildung am Cours Florent in Paris. 1988 hatte er sein Theaterdebüt in Biloxi Blues, einem Theaterstück von Neil Simon. Der Durchbruch gelang Attal im Jahr 1989 mit dem Film Eine Welt ohne Mitleid von Éric Rochant. Dafür wurde er mit dem César für den besten Nachwuchsdarsteller ausgezeichnet. 1991 (für den Film Amoureuse) drehte er erstmals an der Seite von Charlotte Gainsbourg, die seine Lebensgefährtin wurde. 1997 erhielt er den Jean-Gabin-Preis und führte im selben Jahr Regie bei dem Kurzfilm I Got a Woman. Sein Debüt als Spielfilmregisseur feierte er 2001 mit Meine Frau, die Schauspielerin, die ihm eine César-Nominierung einbrachte. Weitere Nominierungen für Frankreichs nationalen Filmpreis erhielt er für seine Filmrollen als entflohener Gefängnisinsasse in Bon Voyage (2003) und als Entführungsopfer in Lösegeld (2009).
23 Jahre nach seinem Theaterdebüt stand er 2011 im Comédie des Champs-Élysées das erste Mal wieder auf der Bühne in dem Stück Race von David Mamet. 2018 spielte er unter der Regie von Ladislas Chollat die Hauptrolle in der Uraufführung des Stück Le Fils von Florian Zeller, ebenfalls an der Comédie des Champs-Élysées.
Attal stand unter anderem für die Regisseure Claude Lelouch, Sydney Pollack, Steven Spielberg, Michael Winterbottom vor der Kamera. Außerdem leiht er Tom Cruise für die französischsprachige Synchronisation seine Stimme. Yvan Attal hat keine feste deutsche Synchronstimme, wird allerdings häufig von Marcus Off synchronisiert.
Attal lebt seit 1991 mit Charlotte Gainsbourg, der Tochter von Serge Gainsbourg und Jane Birkin, zusammen. Sie haben drei gemeinsame Kinder. Ihr Sohn Ben Attal (* 1997) ist ebenfalls Schauspieler.

## Filmografie

### Darstellung
- 1989: Eine Welt ohne Mitleid (Un monde sans pitié)
- 1990: Mauvaise fille
- 1991: Entführung aus Liebe (Aux yeux du monde)
- 1991: Amoureuse
- 1991: Cauchemar blanc
- 1992: Nach der Liebe (Après l’amour)
- 1994: Staatsauftrag: Mord (Les patriotes)
- 1996: Sex, Lügen und Intrigen (Portraits chinois)
- 1996: Saraka Bô
- 1996: Love, etc.
- 1996: Delphine 1 – Yvan 0
- 1997: Alissa
- 1998: Cantique de racaille
- 1999: Mes amis
- 1999: With or Without you
- 1999: Le prof
- 2000: The Criminal – Wen die Schuld trifft (The Criminal)
- 2001: Meine Frau, die Schauspielerin (Ma femme est une actrice)
- 2001: La découverte du monde
- 2001: And Now … Ladies & Gentlemen
- 2001: La merveilleuse odyssée de l’idiot toboggan
- 2003: Eher geht ein Kamel durchs Nadelöhr … (Il est plus facile pour un chameau …)
- 2003: Bon Voyage
- 2003: Les clefs de bagnole
- 2003: Happy End mit Hindernissen (Ils se marièrent et eurent beaucoup d’enfants)
- 2004: Un petit jeu sans conséquence
- 2004: 14 euros 99
- 2004: Die Dolmetscherin (The Interpreter)
- 2005: Anthony Zimmer
- 2006: München (Munich)
- 2006: Die Schlange (Le serpent)
- 2007: Le Candidat
- 2007: Rush Hour 3
- 2008: Die Hetzjagd (La traque)
- 2009: Lösegeld (Rapt)
- 2009: Von Liebe und Bedauern (Les regrets)
- 2009: Die Affäre (Partir)
- 2011: R.I.F. – Ich werde Dich finden! (Recherches dans l’intérêt des familles)
- 2011: Allein gegen den Staat (Dans la tourmente)
- 2012: 38 témoins
- 2012: Do Not Disturb
- 2014: 137 Karat – Ein fast perfekter Coup (Le dernier diamant)
- 2016: Der Himmel wird warten (Le ciel attendra)
- 2016: Die Super-Cops – Allzeit verrückt! (Raid dingue)
- 2018: Ad Vitam (TV-Serie, 6 Folgen)
- 2019: Jean Seberg – Against all Enemies (Seberg)
- 2019: Der Hund bleibt (Mon chien Stupide)
- 2021: 8 Rue de l’Humanité
- 2022: Die Gewerkschafterin (La Syndicaliste)
- 2022: Maestro(s)
- 2023: Un coup de dés
- 2023:  D’argent et de sang (Miniserie)
- 2024: Frères
- 2024: Maria
- 2024: Libre (Freedom)

### Regie
- 1997: I Got a Woman, Kurzfilm
- 2001: Meine Frau, die Schauspielerin (Ma femme est une actrice)
- 2003: Happy End mit Hindernissen (Ils se marièrent et eurent beaucoup d’enfants)
- 2009: New York, I Love You (Episode SoHo)
- 2012: Do Not Disturb
- 2016: The Jews (Ils sont partout)
- 2017: Die brillante Mademoiselle Neïla (Le brio)
- 2019: Der Hund bleibt (Mon chien stupide)
- 2021: Menschliche Dinge (Les choses humaines)
- 2023: Un coup de dés